# A Négyszögletű Kerek Erdő
A Négyszögletű Kerek Erdő Lázár Ervin Kossuth-díjas magyar író 1985-ben megjelent gyermekregénye. Az illusztrációkat Réber László készítette. A kötet 1986-ban elnyerte az Év Könyve jutalmat. Az írót a Pécel északi határában elterülő Csunya-erdő ihlette.
A Négyszögletű Kerek Erdő olyan önálló mesék füzére, melyet a szereplők személye tesz egységessé; a könyvnek nincs összefüggő története, bár néhány ponton találkozunk korábbi kalandokra történő utalásokkal, mégis a történetek önállóan is egy-egy kerek egész mesét adnak.

## A meséről
A Négyszögletű Kerek Erdőben játszódó kalandok kulcsfigurája Dömdödöm. Feltűnnek mellette olyan szereplők is, akiket korábbi történetekből bukkannak fel (például Bruckner Szigfrid A kisfiú meg az oroszlánok egyik főszereplője), így a mesegyűjtemény „darabkái” mesefüzérré olvadtak össze. 
Az 1979-ben megjelent Bikfi-bukfenc-bukferenc, majd a nem sokkal később önálló történetként hosszabb terjedelmű Gyere haza, Mikkamakka! anyaga állt össze egységes - az előző mesék morális világát összegző, betetőző - meseregénnyé A Négyszögletű Kerek Erdő címmel. A magánnyal szemben álló közösségi lét fontossága, a szeretetmitológia, a mesélő attitűd formai sajátosságai, a játék, mint lélekmentő tevékenység mind-mind olyan elemek, amik összekötik a történeteket. 
A történet hőseit Mikkamakka vezeti a hétköznapi világból a mesei erdőbe. Az erdőlakók (Bruckner Szigfrid, Ló Szerafin, Aromo, Vacskamati, Nagy Zoárd, Szörnyeteg Lajos és persze Dömdödöm) mindannyian különös, különc egyéniségek, akik arra kényszerülnek, hogy a hétköznapi világban el nem ismert értékeiket az Erdő zárt világában éljék meg. A külvilág kizárásával létrejövő közösség tagjai először önmagukkal, majd egymással kerülnek konfliktusba. Az egyes epizódok pergő párbeszédeiből megismerhetjük az erdőlakók csökönyös természetét, kalandjaik azonban a kisszerű vitákon túlmutatva a másik elfogadásának tanulásáról szólnak, arról, milyen nehéz feladniuk úgy önmagukat, hogy valami értékesebb részévé válhassanak, ennek az elfogadásnak lesz az alapja a szeretet. Mikkamakka kulcsfontosságú szereplője a történetnek,  a gyermekként civakodó, egymást nehezen megértő szereplők indulatait bölcs nyugalommal csendesíti, ráadásul a külső veszedelmet az ő megérkezésével tudják legyőzni, és ő az, aki mindig pontosan érti, mit mond Dömdödöm.

## Szereplői
- Mikkamakka (a neve eredetileg Miskamacska volt, de mivel az író lánya nem bírta kimondani, ezért lett Mikkamakka)
- Vacskamati
- Szörnyeteg Lajos (a legjobb szívű behemót)
- Ló Szerafin (a kék paripa, lócsoda)
- Aromo (a fékezhetetlen agyvelejű nyúl)
- Dömdödöm (aki mindenre csak azt mondja: dömdödöm)
- Bruckner Szigfrid (a kiérdemesült cirkuszi oroszlán)
- Nagy Zoárd (a lépkedő fenyőfa)
- Maminti (a kicsi zöld tündér)
- Balambér
- Vadkan Valdemár
- Szirénfalvi Szürkevarjú Szeréna
- Gepárd Géza
- Medve Medárd
- Egér Elek
- Kisfejű Nagyfejű Zordonbordon